# 1649

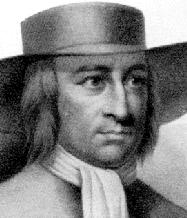
George Fox in een 19e-eeuwse gravure
naar een onbekende oudere tekening

Het jaar 1649 is het 49e jaar in de 17e eeuw volgens de christelijke jaartelling.

## Gebeurtenissen
januari
- 11 - Prins Rupert van de Palts leidt acht schepen naar Kinsale in Ierland. Hij wil de Parlementariërs tegenhouden en de Royalisten steunen die Ierland voor de koning willen behouden.

februari
- 5 - Het Engelse Lagerhuis verklaart dat het Hogerhuis overbodig is. Het Hogerhuis komt daarna niet meer bijeen.

maart
- 3 - In Oudenbosch moeten de katholieken hun kerk afstaan aan de protestanten.

april
- 5 - Jan van Galen vaart op de Goude Maen uit tegen de Barbarijse zeerovers.

mei
- 22 - De schepen van prins Rupert worden geblokkeerd in Kinsale.

augustus
- 15 - Oliver Cromwell landt met een Engels expeditieleger bij Dublin om er de opstand te onderdrukken.

september
- 3 tot 11 - Cromwell belegert Drogheda in Leinster en laat na de inname van de stad een bloedbad aanrichten onder de katholieke bevolking.

oktober
- 13 - Net aangekomen uit Nieuw-Amsterdam krijgen Adriaen van der Donck en zijn kameraden de mogelijkheid hun klachten over het beheer van Nieuw-Nederland duidelijk te maken aan de Staten-Generaal. Van der Donck betoogt dat de kolonie niet tot bloei kan komen onder het regime van de compagnie. Hij verzoekt de Staten-Generaal de kolonie over te nemen en een bestuur van inwoners aan te stellen. Staten-Generaal besluiten een commissie in te stellen die de zaak zal onderzoeken.
- 23 - De Amsterdamse rechtbank van huwelijkse zaken veroordeelt de schilder Rembrandt tot een jaarlijkse toelage aan zijn gewezen bijslaap Geertje Dircx.
- oktober - Cromwell bezet Wexford; zijn troepen richten een bloedbad aan onder de bevolking.

zonder datum
- René Descartes verlaat ontmoedigd de Republiek der Zeven Verenigde Nederlanden, hij vertrekt naar Zweden. Nu Willem II zich met de orthodoxe calvinisten verbonden heeft, dreigen zijn vijanden - vooral Voetius - de kans te krijgen zijn filosofie het zwijgen op te leggen.
- De Engelsman George Fox sticht het 'Genootschap der Vrienden', waarvan de leden bekend zullen worden als de quakers.
- In het prinsbisdom Luik komt het tot een echte revolte tussen de Chiroux en Grignoux, en dient de prins-bisschop uit te wijken naar Hoei.

## Beeldende kunst

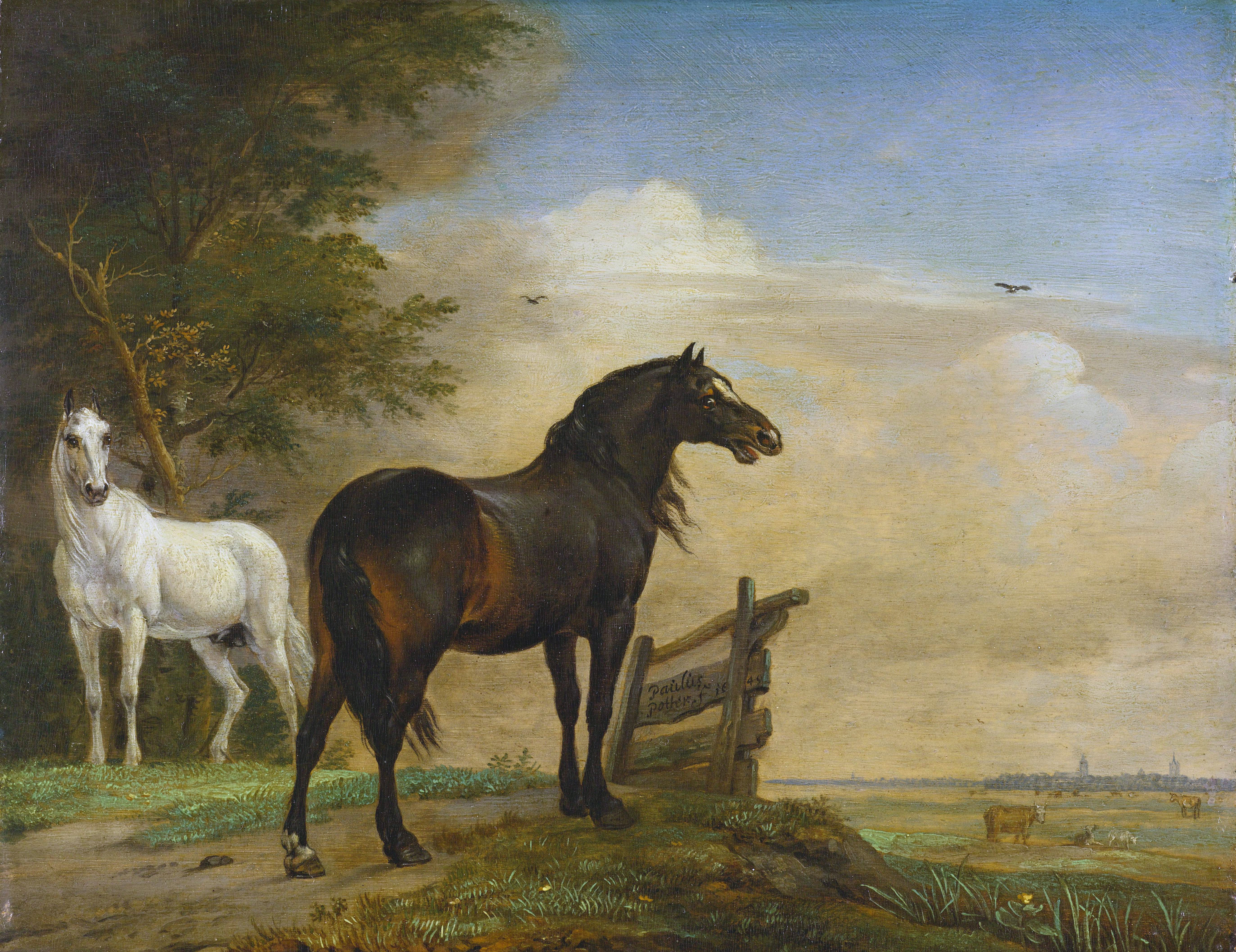
Paarden in de weide (1649) Paulus Potter, Rijksmuseum

## Bouwkunst

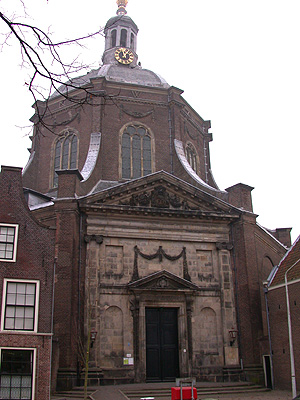
Marekerk, Leiden (1649) Arent van 's-Gravesande
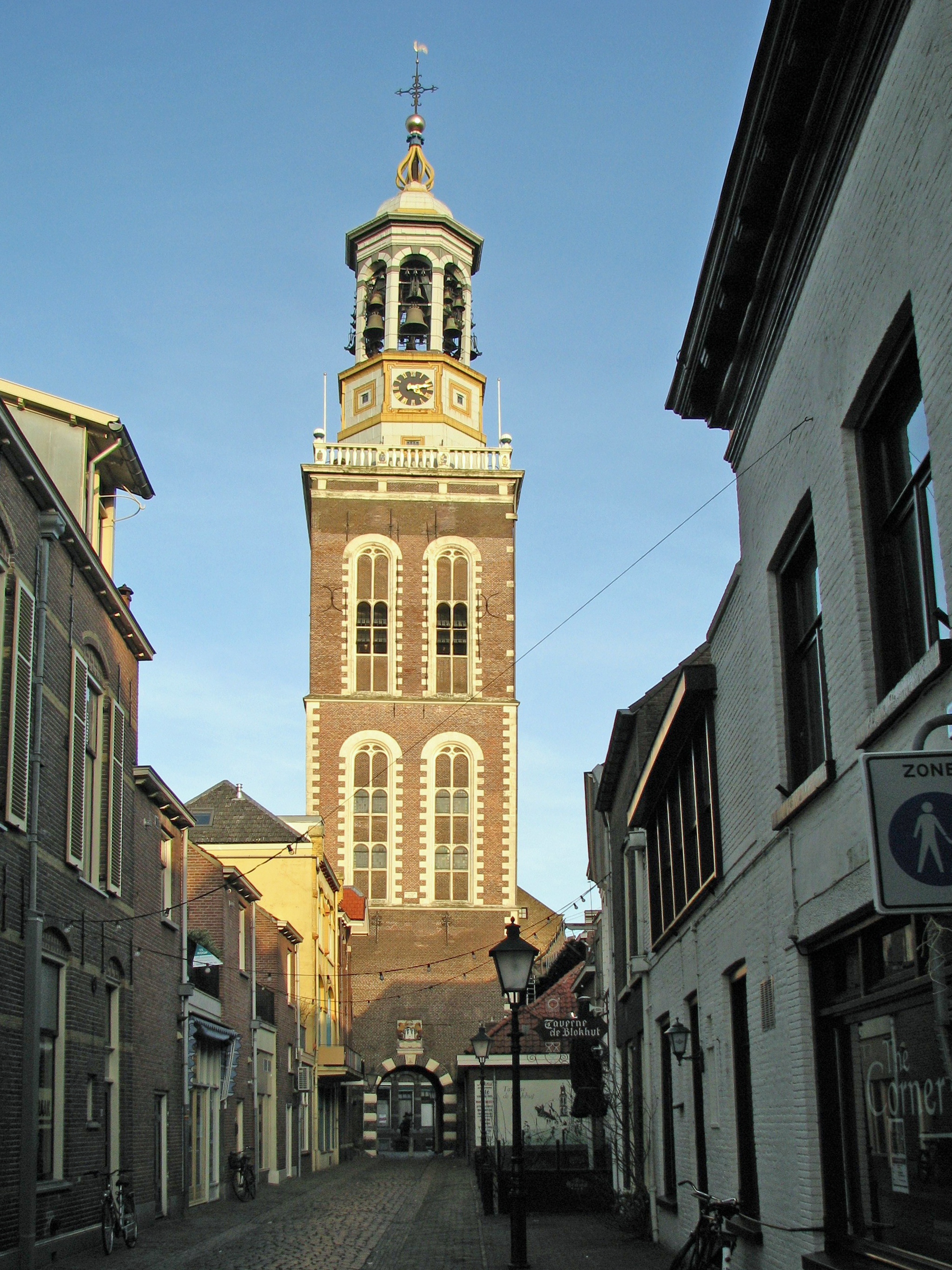
Nieuwe Toren, Kampen (1649) Philips Vingboons
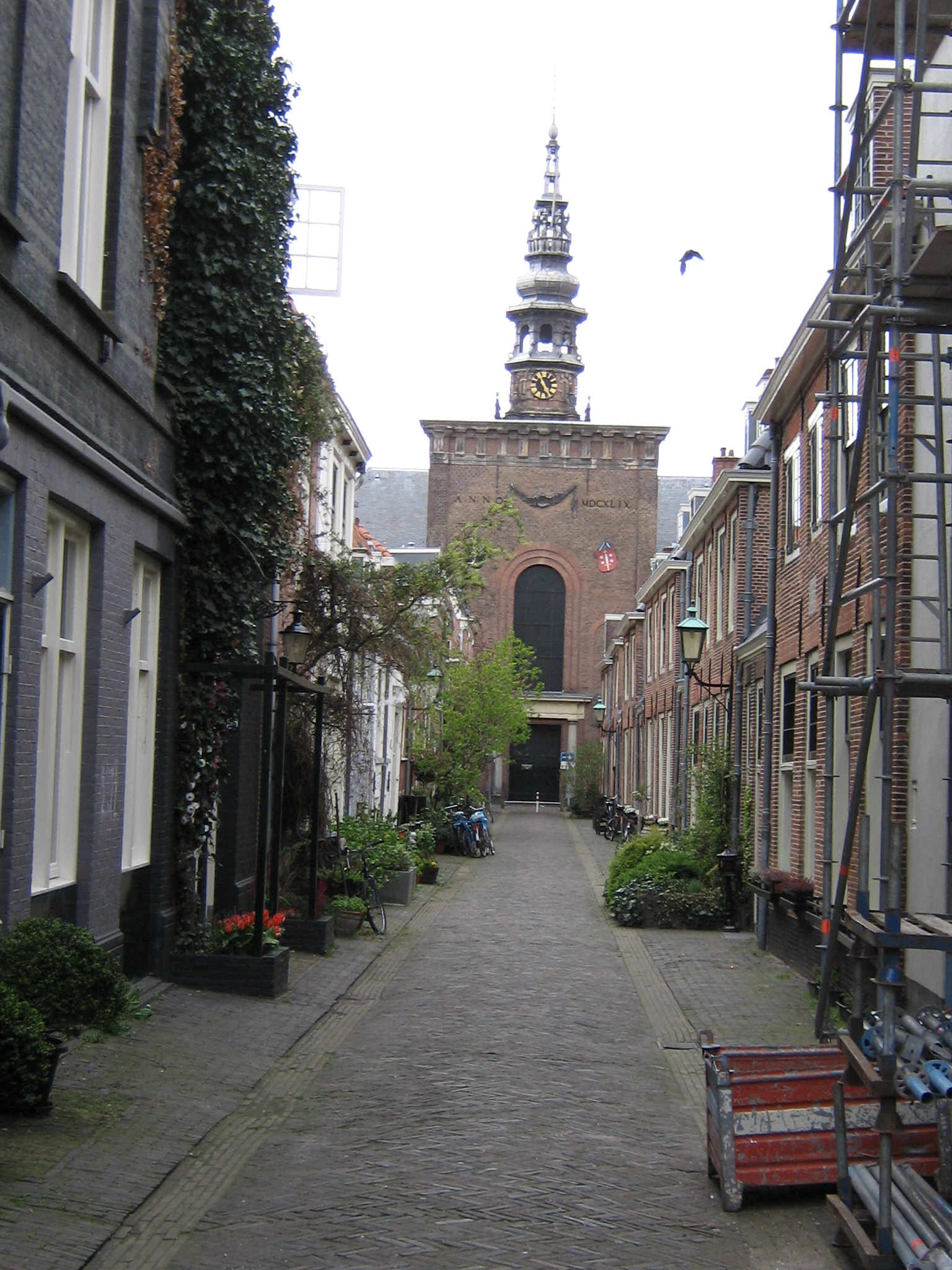
Nieuwe Kerk (Haarlem) (1649) Jacob van Campen

## Geboren
januari
- 22 (gedoopt) - Pascal Colasse, Franse componist (overleden 1709)
- 28 - Willem Maurits van Nassau-Siegen, vorst van Nassau-Siegen (overleden 1691)

februari
- John Blow, Engelse componist en organist (overleden 1708)
- 2 - Paus Benedictus XIII, kerkvorst (overleden 1730)

juni
- 13 - Ludolph Smids, Nederlands arts, oudheidkundige en dichter (overleden 1720)

datum onbekend
- Louise de Kérouaille, Française en minnares van koning Karel II van Engeland (overleden 1734)

## Overleden
januari
- 20 - Godefridus Cornelisz Udemans (~67), Nederlands predikant
- 30 - Karel I van Engeland (48), koning van Engeland onthoofd

april
- 1 - Juan Bautista Maíno (67), Spaans kunstschilder

juni
- 30 - Simon Vouet, Frans schilder

augustus
- 2 - Elisabeth Bas (77 of 78), Nederlands herbergierster
- 25 - Richard Crashaw (36 of 37), Engels dichter

december
- 4 - Ernst Brinck, Nederlands taal- en letterkundige, verzamelaar